# Nepantla de Sor Juana Inés de la Cruz
Nepantla de Sor Juana Inés de la Cruz, llamada también San Miguel Nepantla, es una población mexicana ubicada en el municipio de Tepetlixpa (Estado de México). En esta población nació la célebre poetisa Sor Juana Inés de la Cruz, una de las figuras más relevantes de la literatura hispánica de corte Barroco.

## Historia
Los orígenes de San Miguel Nepantla comienzan a mediados del siglo XVI como una hacienda propiedad de los padres dominicos de la Ciudad de México, en el año de 1639, el entonces Virrey de la Nueva España, Lope Díez de Aux de Armendáriz, Marqués de Cadereyta,  ordenó su fundación como pueblo español en América. Los dominicos arrendaban la hacienda, y uno de esos arrendatarios fue Pedro Ramírez, oriundo de San Lucar de Barrameda, cerca de Cádiz, abuelo de quien llegaría a ser de Sor Juana Inés de la Cruz, quien nació en dicha hacienda el 12 de noviembre de1648 (más posible) o 1651 según diversas fuentes,,
con el nombre de Juana Inés de Asuaje y Ramírez (según quedó escrito su apellido en documentos del siglo XVII). Su padre fue Pedro de Asuaje, proveniente de las islas Canarias, cuyo hermano fue el dominico Francisco de Asuaje.
De la casa donde nació Sor Juana se preservan en la actualidad parte de las paredes de la cocina, resguardadas en el Centro Cultural Sor Juana Inés de la Cruz, museo inaugurado en 1995 en donde se preservan dichos restos así como otros objetos y pinturas de la época colonial. El impulso al rescate del lugar de nacimiento de Sor Juana se dio a partir de 1942 por iniciativa del entonces gobernador del Estado de México, Isidro Fabela. Por propia iniciativa, el 14 de julio de 1945 el Congreso del Estado de México modificó oficialmente el nombre de San Miguel Nepantla a Nepantla de Sor Juana Inés de la Cruz.

## Localización y demografía
Nepantla se encuentra localizado en el extremo sureste del Estado de México, en el municipio de Tepetlixpa a unos 8 kilómetros de distancia de la cabecera municipal, la villa de Tepetlixpa sobre la carretera Federa n.º 115 México - Cuautla y casi en el límite del Estado de México con el estado de Morelos. Está conformado por un pequeño pueblo y varios ranchos privados que lo rodean, que son grandes en terreno, pero con poca población, dispersa en algunos caseríos. En el centro del pueblo se encuentra el Centro Cultural Sor Juana Inés de la Cruz. Sus coordenadas geográficas son 18°58′49″N 98°50′27″O / 18.98028, -98.84083 y su altitud es de 2,010 metros sobre el nivel del mar. De acuerdo con los resultados del conteo de población y vivienda de 2005 realizado por el Instituto Nacional de Estadística y Geografía su población total es de 2,153 personas, de las cuales 1,028 son hombres y 1,125 son mujeres.